# Laguna Espínola
Laguna Espínola är en lagun i Guatemala.   Den ligger i departementet Departamento de Retalhuleu, i den sydvästra delen av landet, 150 km väster om huvudstaden Guatemala City. Laguna Espínola ligger 1 meter över havet.